# Lélia Gonzalez
Lélia de Almeida Gonzalez (Belo Horizonte, 1er février 1935 — Rio de Janeiro, 10 juillet 1994) est une intellectuelle, écrivaine, militante, enseignante, philosophe et anthropologue brésilienne. Elle est une référence dans les études et les débats sur le genre, la race et la classe au Brésil, en Amérique latine et dans le monde, et est considérée comme l'une des principales auteures du féminisme noir dans le pays. En outre, elle est une pionnière dans la recherche sur la culture noire au Brésil et cofondatrice de l'Institut de Recherche sur les Cultures Noires de Rio de Janeiro (IPCN-RJ) et du Movimento Negro Unificado (MNU).
Lélia a eu une présence importante tant dans le monde universitaire que dans le monde politique, ayant circulé dans plusieurs espaces. Son travail abordait des perspectives intersectionnelles à une époque où le concept lui-même n'avait pas encore été créé, agissant contre le sexisme et le racisme dans la société et inventant des concepts tels que « Amefricainité » et « Pretuguês ».

## Premières années
Née Lélia de Almeida le 1er février 1935 dans la ville de Belo Horizonte, elle est la fille du cheminot noir Accacio Serafim d'Almeida et de l'ouvrière domestique indigène Orcinda Serafim d'Almeida. Lélia est le dix-septième enfant d'une famille de 18 frères et sœurs, dont le footballeur Jaime de Almeida, qui joue pour Flamengo. L'opportunité d'adhérer au club offerte à son frère est ce qui permet à la famille de Lélia de déménager à Rio de Janeiro en 1942 à la recherche de meilleures conditions de vie.
Très tôt dans sa vie à Rio, Lélia travaille d’abord comme nounou. Elle poursuit ses études dans les écoles publiques et en 1954, il termine ses études au prestigieux Colégio Pedro II, un établissement d'enseignement traditionnel de Rio de Janeiro. La qualité de son éducation et ses années d’études changent le cours de sa vie.

## Carrière
Après le lycée, Lélia entre à l'université, obtenant une licence en Histoire et Géographie de l'Université d'État de Guanabara, aujourd'hui Université d'État de Rio de Janeiro (UERJ) puis en Philosophie de la même institution, travaillant comme enseignante dans le système scolaire public. Enseignante au lycée Fernando Rodrigues da Silveira (Cap-UERJ), dans les dernières années des années 1960, elle transforme ses cours de Philosophie en un espace de résistance et de critique politico-sociale, marquant définitivement la pensée et les actions de ses élèves.
Elle obtient une maîtrise en communication sociale. Durant son doctorat, elle se spécialise en anthropologie politique/sociale, consacrant ses recherches au genre et à l’ethnicité. Forte de ses diplômes universitaires, elle devient professeure dans d'importantes institutions d'enseignement supérieur publiques et privées de Rio de Janeiro, enseignant par exemple la culture brésilienne à l'Université pontificale catholique de Rio de Janeiro (PUC-Rio). Son dernier poste au sein de l’institution est celui de chef du département de sociologie et de politique. Lélia étudie également la Psychanalyse, se plongeant plus profondément dans les travaux du psychanalyste français Jacques Lacan.
En 1976, elle devient professeur à l'École d'arts visuels de Parque Lage, invitée par le réalisateur Rubens Gerchman, et enseigne le cours de culture noire.
Elle est une pionnière qui contribue à fonder des institutions telles que le Mouvement noir unifié (MNU), l'Institut de recherche sur les cultures noires (IPCN), le Collectif des femmes noires N'Zinga, le Parti des travailleurs (PT) et Olodum. En outre, elle travaille à la mobilisation des hommes et des femmes noirs au sein du Parti Démocratique du Travail (PDT), à la résistance à la dictature, à la lutte des Brésiliens noirs contre l'Apartheid en Afrique du Sud, à la formulation des femmes noires dans les politiques publiques, au sein du Conseil National pour les Droits des Femmes (CNDM), dans lequel elle travaille de 1985 à 1989, et à la formulation d'une pensée qui articule le genre et la race, notamment dans le contexte latino-américain. Elle est candidate au poste de députée fédérale pour le PT, mais n'est pas élue, étant juste première suppléante. Aux élections suivantes, en 1986, elle se présente au poste de députée d'État pour le PDT, mais elle n'est pas élue et reste suppléante,.
Tout au long de sa carrière, il a de nombreuses expériences et collaborations avec des groupes culturels, artistiques et intellectuels. Au milieu des années 70, elle collabore avec le Grêmio Recreativo de Arte Negra et l'école de samba Quilombo aux côtés du maître Candeia. Elle participe également à la formation du Collège freudien de Rio de Janeiro, créé en 1975 par Magno Machado Dias et Betty Milan. Plus tard, elle conseille le cinéaste Cacá Diegues sur son film Quilombo (1984). Elle appartient à un terreiro Candomblé de Rio de Janeiro et célébrait le renforcement des blocs Afro et Afoxé à Salvador (Bahia).
Ses écrits, imprégnés à la fois des scénarios de la dictature militaire et de l’émergence des mouvements sociaux, révèlent ses multiples insertions et identifient son souci constant d’articuler les luttes plus larges de la société avec les revendications spécifiques des Noirs et, en particulier, des femmes noires. Dans ses textes, en plus de combiner les connaissances, Gonzalez adopte un style particulier, utilisant un langage informel et irrévérencieux pour aborder ces concepts.
Elle est décédée le 11 juillet 1994, à l'âge de 59 ans, victime d'une crise cardiaque, à son domicile de Cosme Velho, dans la ville de Rio de Janeiro. 

### Dictature militaire
La carrière de Lélia Gonzalez sous le régime militaire brésilien (1964-1985) se déroule en marge de conflits intellectuels et militants qui remettent en question, par divers moyens, les piliers idéologiques de l'Autoritarisme. Diplômée en histoire et en philosophie et titulaire d'un diplôme de troisième cycle en anthropologie, Lélia articule son travail universitaire autour d'une critique virulente de l'idéologie de la démocratie raciale et de la neutralité scientifique des sciences humaines, très populaires dans les universités sous surveillance gouvernementale. Son travail de professeure à l'Université d'État de Rio de Janeiro (UERJ) se distingue par la transformation de la salle de classe en un espace de résistance et de formation critique, malgré la surveillance d'agences telles que la DOPS. En tant que femme noire, sa pratique pédagogique remet en question les limites imposées par la Censure et les structures raciales et de genre réduites au silence par l'État autoritaire.
À la fin des années 1970, Lélia Gonzalez est l'une des fondatrices du Mouvement Noir Unifié (MNU), une étape fondamentale dans la réorganisation des luttes noires au Brésil pendant l'ouverture politique. Le MNU remet en question la logique d'État qui ignorait le Racisme comme une composante structurelle des inégalités sociales brésiliennes, précisément à un moment où le régime militaire tentait de reconfigurer son image face à la crise politique et économique. Parallèlement à cet activisme, Lélia collabore avec des groupes culturels et des associations populaires comme l'École de Samba Quilombo, projetant un activisme qui articule race, culture et politique. Sa pratique politique va au-delà de la dénonciation : elle construit sa propre épistémologie afro-brésilienne, qui se manifeste à la fois dans son rôle et dans sa production théorique.
Dans les années 1980, avec l'avancée de la redémocratisation, Lélia commence à travailler dans des espaces institutionnels tels que le Conseil national pour les droits des femmes (CNDM), portant le débat sur les spécificités des femmes noires, historiquement invisibles par les agendas féministes hégémoniques, à la sphère étatique. Dans des ouvrages tels que Lugar de Negro (1982), co-écrit avec Carlos Hasenbalg, et Racismo e Sexismo na Cultura Brasileira (Racisme et sexisme dans la culture brésilienne) (1983), Gonzalez systématise sa critique du patriarcat et du Racisme comme dimensions entrelacées de la domination. À travers le concept d'« Amefricainité », elle propose une identité latino-américaine centrée sur les expériences et les connaissances des femmes noires, subvertissant les paradigmes eurocentriques de la pensée académique et politique. Son travail pendant la dictature et le processus de transition démocratique a consolidé un héritage théorique et militant incontournable pour les études sur la race, le genre et le pouvoir au Brésil.

## Vie privée
Dans les années 1960, au sein du monde universitaire, Lélia rencontre et épouse Luiz Carlos Gonzalez, de qui elle reçoit son nom de famille, qu'elle porte par choix toute sa vie. Marquée par l'amour et la complicité, cette relation a cependant aussi généré un grand traumatisme dans sa vie : le rejet de la famille de son mari, d'origine espagnole, qui n'accepte pas ce lien conjugal. Selon Lélia elle-même, c'est lorsqu'ils ont découvert que le mariage était officiel que la situation a empiré. Luiz rompt alors les liens avec sa famille, restant avec Lélia jusqu'à ce que, presque un an après leur mariage, il se suicide car il ne pouvait plus supporter autant de pression familiale. Sa mort a profondément ébranlé Lélia, qui a cherché soutien et connaissance de soi dans la Psychanalyse et le Candomblé. Conserver le nom de famille de son mari est une façon de l’honorer et de résister au racisme dont elle était victime,.
Des années plus tard, interviewée par une agence de presse aux États-Unis, Lélia Gonzalez déclare : « Au Brésil, il est acceptable qu’un homme blanc ait une liaison avec une femme noire, mais le mariage est une autre affaire. Quand ils ont découvert que nous étions mariés, ils étaient furieux. Ils m’ont traité de sale femme noire. C’est ce que j’étais devenu à leurs yeux, malgré mon éducation, malgré ma position. (Gonzalez, 2020 a, p. 283-4).

### Maternité
Parmi ses sœurs, Lélia avait une affinité particulière avec l'une d'elles, Dora. Elle s'est mariée et a eu trois enfants. Même après s'être séparée de son mari, elle est restée enceinte d'un quatrième enfant. À ce moment-là, étant une femme noire séparée dans les années 60, elle a envisagé d'abandonner la grossesse, mais Lélia a aidé et soutenu sa sœur. Par conséquent, l'enfant finit par devenir son fils unique, Rubens Rufino, aux côtés de Luiz Gonzalez.
Rubens fut chargé de la dactylographie des œuvres de Lélia : manifestes, lettres, articles, conférences et pamphlets. Il est également le créateur du projet « Lélia Gonzalez Vive », qui vise à préserver et à maintenir vivant l’héritage de sa mère. Dans une interview, il a déclaré : « Je suis le fils qu'elle n'a pas eu biologiquement, mais je suis le fils qui devait naître pour elle. J'ai le privilège d'avoir deux mères. »

## Travail et idées
Gonzalez s’est rendu compte de la fausseté de l’idée de démocratie raciale avec la mort de son mari. Cela l'amène à se demander : « Maintenant, comment le racisme aurait-il pu se terminer avec le métissage, comme le prônait Gilberto Freyre ? Comment est-il possible que nous vivions dans une démocratie raciale ? » Pour Gonzalez, cette idée est néfaste et masque une discrimination raciale.

### Améfricanité
L’un des concepts les plus connus de Gonzalez est celui de Amefricanidade (améfricanité). Il s’agit tout simplement de la constitution d’une identité afro-latino-américaine. Il s’agit donc de « la récupération des bases identitaires, d’ethnies dispersées et effacées de force, dans une diaspora ». Il s’agit de la diaspora africaine, une référence à la migration forcée des Africains vers l’Amérique par le biais de la traite des esclaves. L'améfricanité est un concept qui résulte de sa interprétation des idées de l'écrivain et psychanalyste Betty Milan, développées par M. D. Magno, en analysant la formation historique et culturelle du Brésil, considère le pays comme une Amérique africaine, dont la latinité, comprise comme inexistante, en fait une Amérique ladina. Ainsi, sur la base de ce concept, tous les Brésiliens sont des Ladinos-Américains.

## Héritage

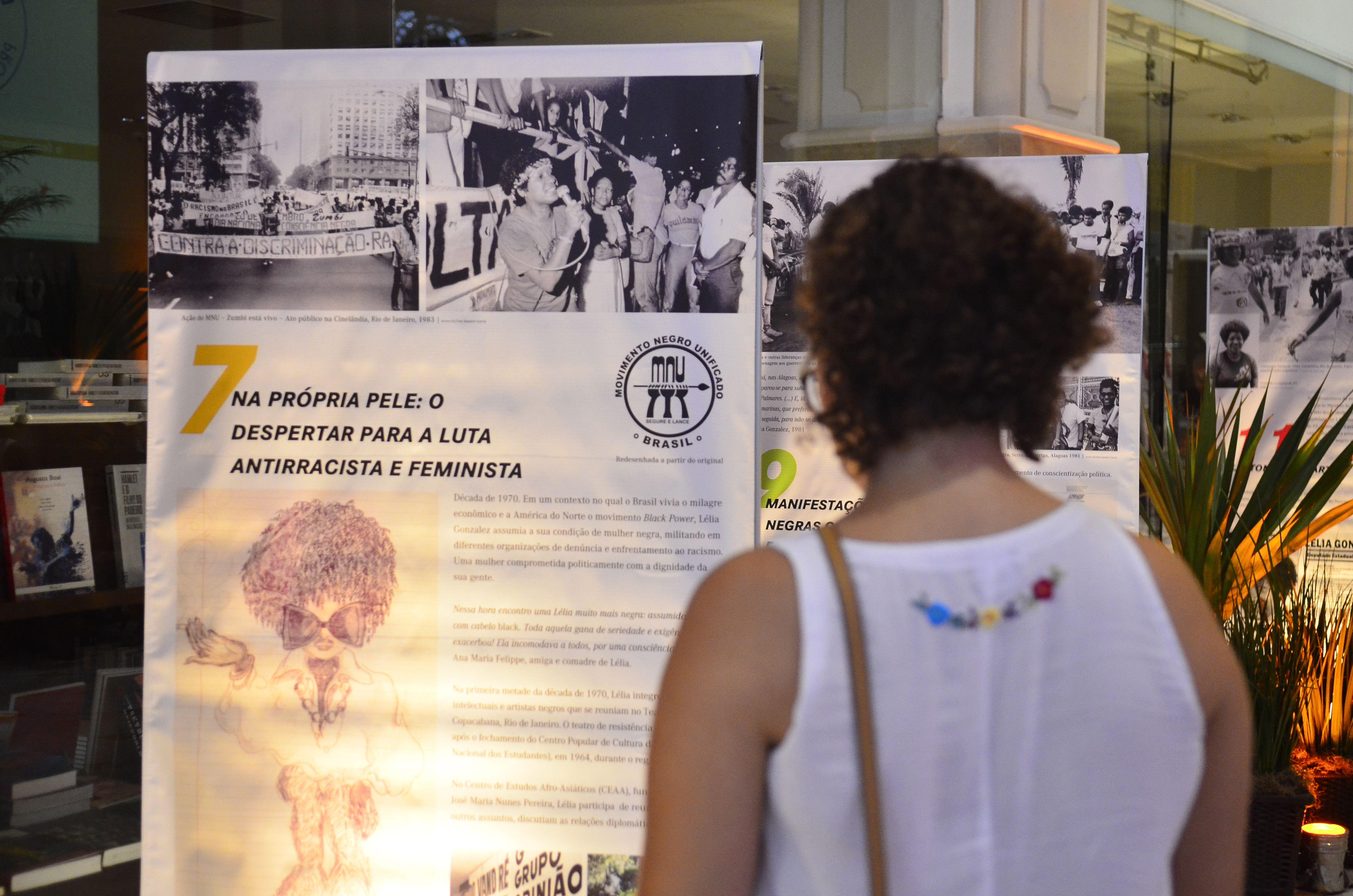
Exposition en l'honneur de Lélia Gonzalez dans le cadre du Projet Mémoire, au Centre Culturel Banco do Brasil, Rio de Janeiro (Tomaz Silva/Agência Brasil)

Parmi plusieurs hommages, le nom de Lélia Gonzalez est donné à une école publique de l'État dans le quartier de Ramos, à Rio de Janeiro, d'un centre de référence pour la culture noire, à Goiânia, d'un collectif d'étudiants du cours de Relations internationales de l'Université de São Paulo (USP), d'une coopérative culturelle, à Aracaju et a été honorée par le bloc afro Ilê Aiyê dans deux éditions du Carnaval de Bahia : en 1997, dans le cadre de l'intrigue Pérolas negras do saber, et en 1998, avec Candaces.
En 2003, le dramaturge Márcio Meirelles écrit et met en scène la pièce Candaces - A construção do fogo, basée sur son œuvre.
En 2010, le gouvernement de Bahia crée le Prix Lélia Gonzalez pour encourager les politiques publiques destinées aux femmes dans les municipalités bahianaises. 
La philosophe américaine Angela Davis, lors de sa visite au Brésil en 2019, déclare que les Brésiliens devraient davantage reconnaître leur propre penseuse Lélia Gonzalez, l'une des pionnières dans les discussions sur la relation entre genre, classe et race dans le monde. « Pourquoi avez-vous besoin de chercher une référence aux États-Unis ? J'apprends plus de Lélia Gonzalez que vous de moi », résume Angela Davis.
En 2020, l'Association brésilienne de science politique (ABCP) lance le Prix Lélia Gonzalez pour les manuscrits scientifiques sur la race et la politique dans le but d'encourager la réalisation de travaux de chercheurs noirs et métis sur les inégalités raciales, les identités et les discriminations et leurs expressions politiques. 

## Travaux
- Gonzalez, L., Hasenbalg, C. (1982). Lugar de negro. Rio de Janeiro: Editora Marco Zero.
- Gonzalez, L. (1984). « Racismo e sexismo na cultura brasileira ». Revista Ciências Sociais Hoje, Apocs, p. 223-244.
- Gonzalez, L. (1988). « Nanny, pilar da amefricanidade ». Revista Humanidades, n° 17., Brasília, Editora UNB.
- Gonzalez, L. (2015). « La catégorie politico-culturelle d’améfricanité ». Trad. Hélène Le Doaré. Les Cahiers du CEDREF, n° 20, p.1-9.
- Gonzalez, L. (2018). Lélia Gonzalez: primavera para as rosas negras. São Paulo : UCPA Editora.